# Eduard Limonov
Eduard Limonov (rusky Эдуард Вениаминович Лимонов, pravým jménem Eduard Veniaminovič Savenko; 22. února 1943 Dzeržinsk, Nižněnovgorodská oblast – 17. března 2020 Moskva) byl ruský spisovatel, disident a nakonec politik Národně bolševické strany Ruska. Byl předsedou této strany a jedním z vůdců protiputinovské formace Jiné Rusko.

## Životopis
Narodil se v rodině důstojníka KGB a vyrůstal v Dzeržinsku, městě v Gorkovské oblasti. Vystudoval učitelství na Pedagogické univerzitě v Charkově. V polovině 60. let přesídlil do Moskvy, kde začal psát literaturu a živil se jako krejčí kalhot. Tak získal nezávislost a udržoval styky s literární bohémou a disidenty. Brzy poté emigroval do Spojených států, kde žil do roku 1987, aniž by získal státní občanství a z něj plynoucí výhody. V letech 1987–1991 žil ve Francii, poté se vrátil do Ruska. Byl čtyřikrát ženat, pokaždé s ruskými ženami. Poprvé se oženil ještě v Sovětském svazu s Židovkou Annou Rubinštejnovou, podruhé s Jelenou Ščapovovou, dále s Natálií Medvěděvovou (1983–1995) a po její smrti s Jekatěrinou Volkovovou. Má dvě děti: syna Bogdana a dceru Alexandru. Po návratu do Ruska se soustředil na svou rozporuplnou politickou kariéru, zpočátku ve spolupráci s Putinem a brzy v opozici.